# Schwalm (Eder)
Die Schwalm ist der Hauptzufluss der Eder in Hessen, die sie von Südwesten kommend und orographisch rechtsseitig erreicht. Mit 97,1 km Fließstrecke ist sie der längste ausschließlich in Hessen verlaufende Fluss. Sie fließt im mittelhessischen Vogelsbergkreis und im nordhessischen Schwalm-Eder-Kreis.
Die im Nordteil des Mittelgebirges Vogelsberg entspringende Schwalm durchfließt das oberhessische Hügelland, erreicht dann die zwischen Vogelsberg, Knüllgebirge (Knüll) und Kellerwald gelegene und nach ihr benannte Niederungslandschaft Schwalm um Alsfeld und Schwalmstadt und mündet in der westhessischen Senke beim Felsberger Stadtteil Altenburg in den Fulda-Zufluss Eder.

## Name
Erstmals erwähnt wird das Gewässer im Jahr 1290 („in aqua … Svalmene“). Der Name stammt vom germanischen *swal-man- für „Wasserschwall, Strudel“.

## Verlauf
Die Schwalm entspringt im Vogelsbergkreis auf der Nordabdachung des Unteren Vogelsbergs. Ihre Quelle liegt 1,7 km ostnordöstlich von Köddingen (zu Feldatal), 1,6 km westlich von Meiches (zu Lautertal) und 1,7 km nordnordöstlich von Helpershain (zu Ulrichstein), drei nicht von der Schwalm durchflossene Ortschaften, sowie 4,2 km südsüdwestlich des am Oberlauf liegenden Storndorf (zu Schwalmtal). Sie befindet sich in der Gemarkung Köddingen 2,1 km nordwestlich vom Totenköppel (559,6 m ü. NHN) und 0,6 km nördlich vom Tannenköppel (ca. 525 m) auf etwa 499 m Höhe. Der Waldweg „Fohlenstall-Schneise“ führt nahe der Quelle vorbei, an der in einen Felsblock gedübelte, schmiedeeiserne Lettern wissen lassen: „Schwalmquelle“.
Von ihrer Quelle verliert die Schwalm, die überwiegend in nördlicher Richtung verläuft, schnell an Höhe. Der Oberlauf fließt etwas unterhalb der Quelle auf 1,3 km Länge entlang dem nördlichen Rand des Naturparks Vulkanregion Vogelsberg. Dabei verläuft er auf der Gemeindegrenze von Feldatal und Lautertal. Beim Verlassen der Parkgrenze tritt der Fluss in das Gemeindegebiet von Schwalmtal ein, in dem er zuerst Storndorf und kurz darauf Vadenrod durchläuft. Anschließend fließt die Schwalm durch Ober-Sorg, östlich vorbei an Unter-Sorg, westlich vorbei an Renzendorf und durch den Nordteil von Hopfgarten. Dann verlässt sie den Unteren Vogelsberg und läuft in die Alsfelder Mulde ein, dem Südteil der Landschaft Schwalm.
Danach durchfließt die Schwalm im Stadtgebiet von Alsfeld erst durch Altenburg, dann östlich an der Kernstadt und westlich am Industrie- und Gewerbepark Ost vorbei. Hiernach verläuft sie westlich an Eudorf und östlich an Münch-Leusel vorbei. Dabei fließt sie durch das Hochwasserrückhaltebecken Heidelbach, dessen Staudamm oberhalb des dörflichen Stadtteils Heidelbach teilweise auf der Grenze zur Gemeinde Schrecksbach im Schwalm-Eder-Kreis steht. Etwas unterhalb der Ortschaft mündet von Südosten heran fließend die Berf ein. Dort wechselt die Schwalm von der Alsfelder Mulde in die Wasenberger Terrassen über, den Mittelteil der Niederungslandschaft Schwalm.
Kurz darauf durchfließt die Schwalm in diesem Kreis den Schrecksbacher Kernort und danach zwischen Röllshausen im Westen und Schönberg im Osten hindurch. Dann passiert sie nördlich Salmshausen und wechselt von den Wasenberger Terrassen in den Schwalmgrund über, dem Nordteil der Landschaft Schwalm.
Anschließend wechselt die Schwalm in das Gemeindegebiet von Willingshausen über, in dem sie zuerst durch Zella fließt. Vor der Ortschaft läuft sie westlich um einen Hügel (ca. 228 m), der aus den ihn allseitig umgebenden Flusssedimenten herausragt. Dabei handelt es sich wahrscheinlich um einen Umlaufberg, da er wie die umgebenden Talhänge aus Gesteinen des Buntsandsteins besteht und kein Härtling ist. Dann erreicht die Schwalm Loshausen. Östlich von dessen Schlosspark mündet die von Osten kommende Grenff ein. Kurz darauf zweigt im großflächigen Hochwasserrückhaltebecken Treysa-Ziegenhain die Alte Schwalm ab, in welche die Steina mündet. Die Alte Schwalm vereint sich etwas weiter nördlich mit dem Grenzebach zu einem etwa 850 m langen Kanal, der im Stadtgebiet von Schwalmstadt in die Schwalm mündet.
Hiernach fließt die Schwalm im Schwalmstadter Gebiet erst westlich am Segelfluggelände Der Ring in Schwalmstadt vorbei und läuft dann durch Ziegenhain. Nach nördlichem Passieren von Ascherode und Verlassen des Hochwasserrückhaltebeckens Treysa-Ziegenhain fließt sie durch Treysa. Östlich erhebt sich das Knüllgebirge (Knüll), nordwestlich der Kellerwald. Unterhalb von Treysa verlässt der Fluss den Schwalmgrund und damit die Landschaft Schwalm.
Danach fließt die Schwalm in den zur Landsburger Senke zählenden Löwensteiner Grund ein. Darin schlägt sie einen westlichen Bogen um Rommershausen und passiert Dittershausen im Osten und Allendorf an der Landsburg im Westen, wonach sie den Berg Landsburg (342,7 m) mit der einstigen Landsburg passiert.
Anschließend läuft die Schwalm in das Gemeindegebiet von Neuental ein, in dem sie erst nordöstlich an Schlierbach vorbeifließt. Etwas weiter nördlich läuft sie westlich an Waltersbrück vorbei. Nach hierauf folgendem Unterqueren der Bundesautobahn 49 passiert sie östlich des Kellerwaldes Bischhausen im Osten, wonach die von Südwesten kommende Gilsa einmündet.
Dann wechselt die Schwalm in das Gemeindegebiet von Bad Zwesten über, in dem sie östlich von Niederurff die aus dem Kellerwald kommende Urff aufnimmt. Hiernach schlägt sie einen langen Linksbogen um den Berg Altenburg (432,7 m) und passiert dabei den Zwestener Kernort östlich.
Nach anschließendem Wechseln in das Stadtgebiet von Borken verlässt die Schwalm unmittelbar nach Kerstenhausen den Löwensteiner Grund und fließt ein kurzes Stück durch den Hessenwald. Dabei läuft sie zwischen Kerstenhausen und Kleinenglis durch die Schwalmpforte, ein Durchbruchstal durch die anstehende Buntsandsteintafel; dort unterquert sie letztmals die A 49 und fließt in die Westhessische Senke ein. Vermutlich wurde der Fluss vom sich hebenden Knüllgebirge und einem tertiären Lavastrom nordöstlich von Ziegenhain zum Verlauf durch den Löwensteiner Grund gezwungen. Nach anschließendem Passieren des Badesees  Stockelache verläuft er zwischen der Borkener Kernstadt im Südsüdwesten und Gombeth im Nordnordosten nördlich am Gombether See und danach auch nördlich am bei Singlis liegenden Singliser See vorbei.
Hiernach fließt die Schwalm im Gemeindegebiet von Wabern zwischen Uttershausen und Unshausen hindurch, wobei die etwa von Süden kommende Efze einmündet. Dann läuft sie zwischen der Waberner Kernstadt im Westen und Harle hindurch.
Nach anschließendem Wechsel in das Stadtgebiet von Felsberg mündet die Schwalm in der Westhessischen Senke zwischen Rhünda und Altenburg auf etwa 158 m Höhe in den dort von Westen kommenden Fulda-Zufluss Eder. Etwa 150 m nordöstlich der Mündung befindet sich jenseits der Eder in Altenburg die Burgruine Altenburg.

## Kurioses zur Schwalmquelle
Die in der Gemarkung Köddingen gelegene „Schwalmquelle“ ist verschiedenen Angaben zufolge umstritten, weil eine weitere Bachquelle als Anfang der Schwalm genannt wird: Diese Quelle liegt südwestlich von Wallenrod (Stadtteil von Lauterbach) bzw. 1075 m südwestlich des Pfingstbergs (402,3 m) auf rund 405 m Höhe, wobei das aus dieser Quelle resultierende, 8,5 km lange Fließgewässer „Bach von Wallenrod“ heißt und wesentlich kürzer ist als der quellnahe Oberlaufabschnitt der Schwalm, die bis zur Einmündung vom „Bach von Wallenrod“ nur 12,2 km lang ist. Zudem mündet in den quellnahen Oberlaufbereich der Schwalm in Storndorf, wo die Schwalm erst 5,5 km lang ist, der 8,2 km lange Wannbach.

## Einzugsgebiet und Zuflüsse
Das Einzugsgebiet der Schwalm ist 1298,783 km² groß. Der Mittelwasserabfluss (MQ) am Schwalm-Pegel Uttershausen (9,4 km oberhalb der Mündung, AEO: 986 km²) beträgt 6,79 m³/s. An diesem Punkt ist unter anderem die Efze noch nicht eingeflossen – der extrapolierte Gesamt-MQ der Schwalm beträgt gut 9 m³/s. Dieser entspricht einer eher geringen Abflussspende (Mq) von um 6 m³/km²·s.
Gespeist wird die Schwalm im Oberlauf vor allem durch Zuflüsse vom Vogelsberg (linksseitig vor allem über die Antrift). Weiter schwalmabwärts (= nördlich) folgen von links als entwässerte Höhenzüge Nördliches Vogelsberg-Vorland (Wiera), Gilserberger Höhen (Gilsa) und Kellerwald (Urff), während von rechts der Knüll und seine Ausläufer (insbesondere über Grenff und Efze) entwässert werden.
Folgende Zuflüsse haben ein Einzugsgebiet von mehr als 10 km²:
| Name               | Lage   | Länge (km) | EZG (km²) | Abfluss (MQ; l/s) | Mündungshöhe (m ü. NHN) | Ortschaften/ Mündungsort | DGKZ     |
| ------------------ | ------ | ---------- | --------- | ----------------- | ----------------------- | --- | -------- |
| Wannbach           | rechts | 8,2        | 18,8      |                   | 353                     | Storndorf | 4288-112 |
| Bach von Wallenrod | rechts | 8,5        | 26,4      |                   | 300                     | Wallenrod, Brauerschwend, Renzendorf                                                                                        | 4288-114 |
| Krebsbach          | links  | 8,1        | 14,6      |                   | 244                     | Alsfeld | 4288-116 |
| Eifa               | rechts | 11,0       | 27,4      |                   | 240                     | Eifa | 4288-12  |
| Erlenbach          | links  | 9,4        | 19,0      |                   | 232                     | Leusel, Reibertenrod, Schwabenrod, Münch-Leusel                                                                             | 4288-14  |
| Berf               | rechts | 20,0       | 42,2      | 218               | 226                     | Berfa, Elbenrod, Hattendorf, unterhalb Heidelbachs                                                                          | 4288-16  |
| Bodenbach          | rechts | 8,4        | 14,3      | 82                | 224                     | Immichenhain, Schrecksbach                                                                                                  | 4288-18  |
| Antrift            | links  | 38,6       | 115,3     | 607               | 214                     | Strebendorf, Romrod, Billertshausen, Angenrod, Seibelsdorf, Ruhlkirchen, Bernsburg, Willingshausen, Merzhausen, Zella       | 4288-42  |
| Grenff             | rechts | 22,0       | 86,4      | 711               | 214                     | Görzhain, Nausis, Neukirchen, Rückershausen, Riebelsdorf, Loshausen                                                         | 4288-32  |
| Steina             | rechts | 13,9       | 20,5      | 167               | 213                     | Steina | 4288-332 |
| Grenzebach         | rechts | 13,3       | 18,9      | 135               | 210                     | Seigertshausen, Obergrenzebach, Niedergrenzebach, Ziegenhain                                                                | 4288-334 |
| Wiera              | links  | 14,8       | 87,8      | 590               | 207                     | Neustadt, Wiera, Treysa | 4288-36  |
| Katzenbach         | links  | 7,4        | 12,5      | 82                | 206                     | Sachsenhausen, oberhalb Rommershausens                                                                                      | 4288-372 |
| Gers               | rechts | 10,3       | 23,7      | 117               | 203                     | Schönborn, Rörshain, unterh. Allendorfs                                                                                     | 4288-38  |
| Gilsa              | links  | 20,9       | 93,6      | 757               | 197                     | Gilserberg, Densberg, Jesberg, Gilsa, Bischhausen                                                                           | 4288-4   |
| Urff               | links  | 20,1       | 41,7      | 495               | 192                     | Oberurff-Schiffelborn, Niederurff                                                                                           | 4288-6   |
| Wälzebach          | links  | 9,0        | 19,5      | 156               | 189                     | Odershausen, Braunau, Bad Zwesten                                                                                           | 4288-72  |
| Lohrbach           | links  | 12         |           |                   | 186                     | Braunau, Betzigerode, Bad Zwesten                                                                                           | 4288-73  |
| Olmes              | rechts | 11,1       | 48,1      | 208               | 174                     | Nassenerfurth, Trockenerfurth, Borken                                                                                       | 4288-76  |
| Gilserbach         | rechts | 5,5        |           |                   | 169                     | Singlis | 4288-77  |
| Lembach            | rechts | 6,4        | 11,4      | 32                | 167                     | Freudenthal, Lembach, Lendorf                                                                                               | 4288-78  |
| Efze               | rechts | 38,2       | 220,5     | 1481              | 163                     | Lager Schwarzenborn, Grebenhagen, Appenfeld, Wallenstein, Völkershain, Remsfeld, Homberg, Caßdorf, Mühlhausen, Berge, Hebel | 4288-8   |
| Riedwiesengraben   | links  | 12,2       | 24,4      | 93                | 160                     | Wabern, Harle | 4288-94  |
| Rhünda             | rechts | 13,0       | 31,9      | 194               | 159                     | Dickershausen, Sipperhausen, Ostheim, Rhünda                                                                                | 4288-96  |

## Galerie

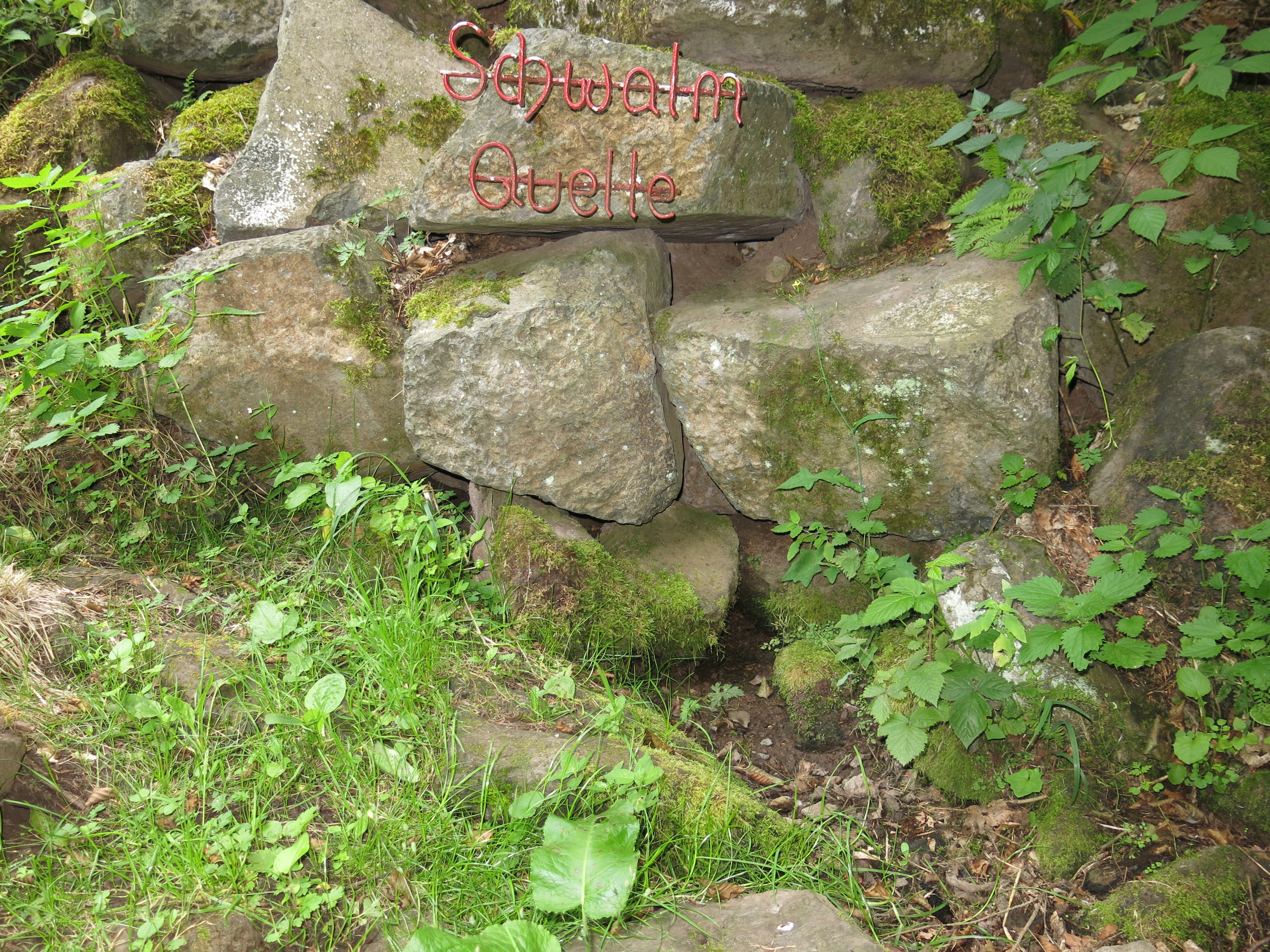
Ausgetrocknete Schwalmquelle bei Köddingen Ende Juli 2019
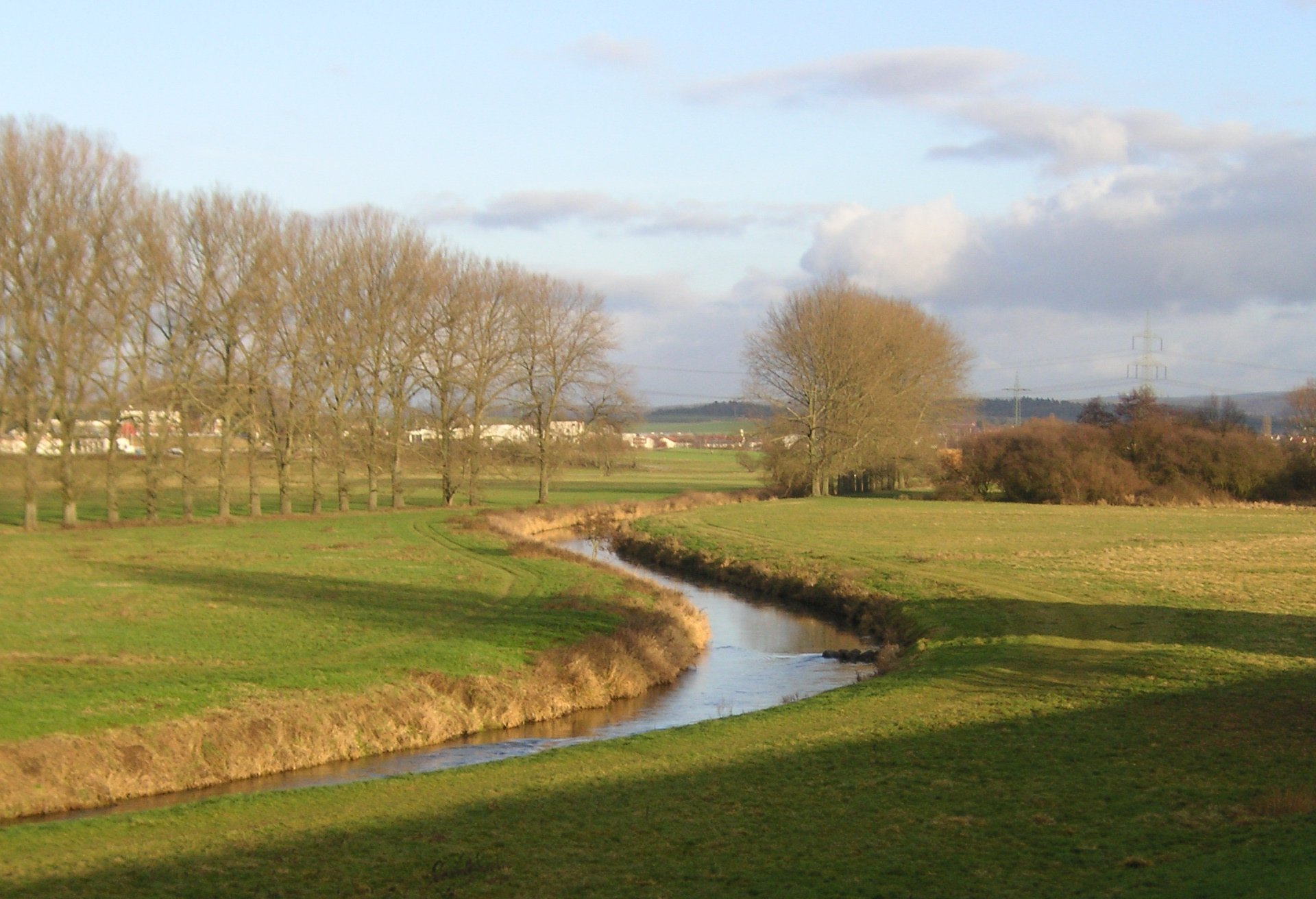
Schwalm im Hochwasserrückhaltebecken Treysa-Ziegenhain
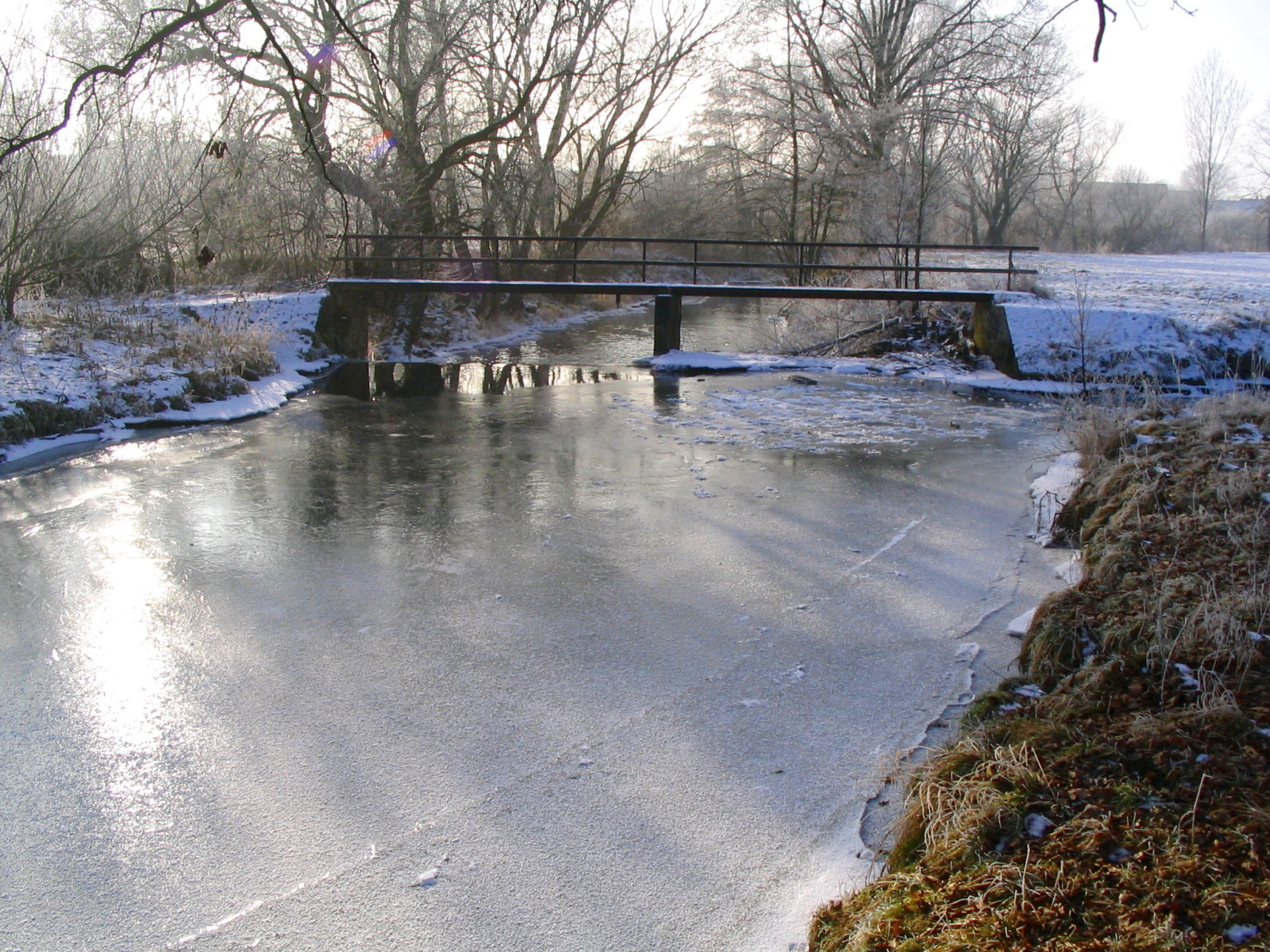
Zugefrorene Schwalm bei Loshausen
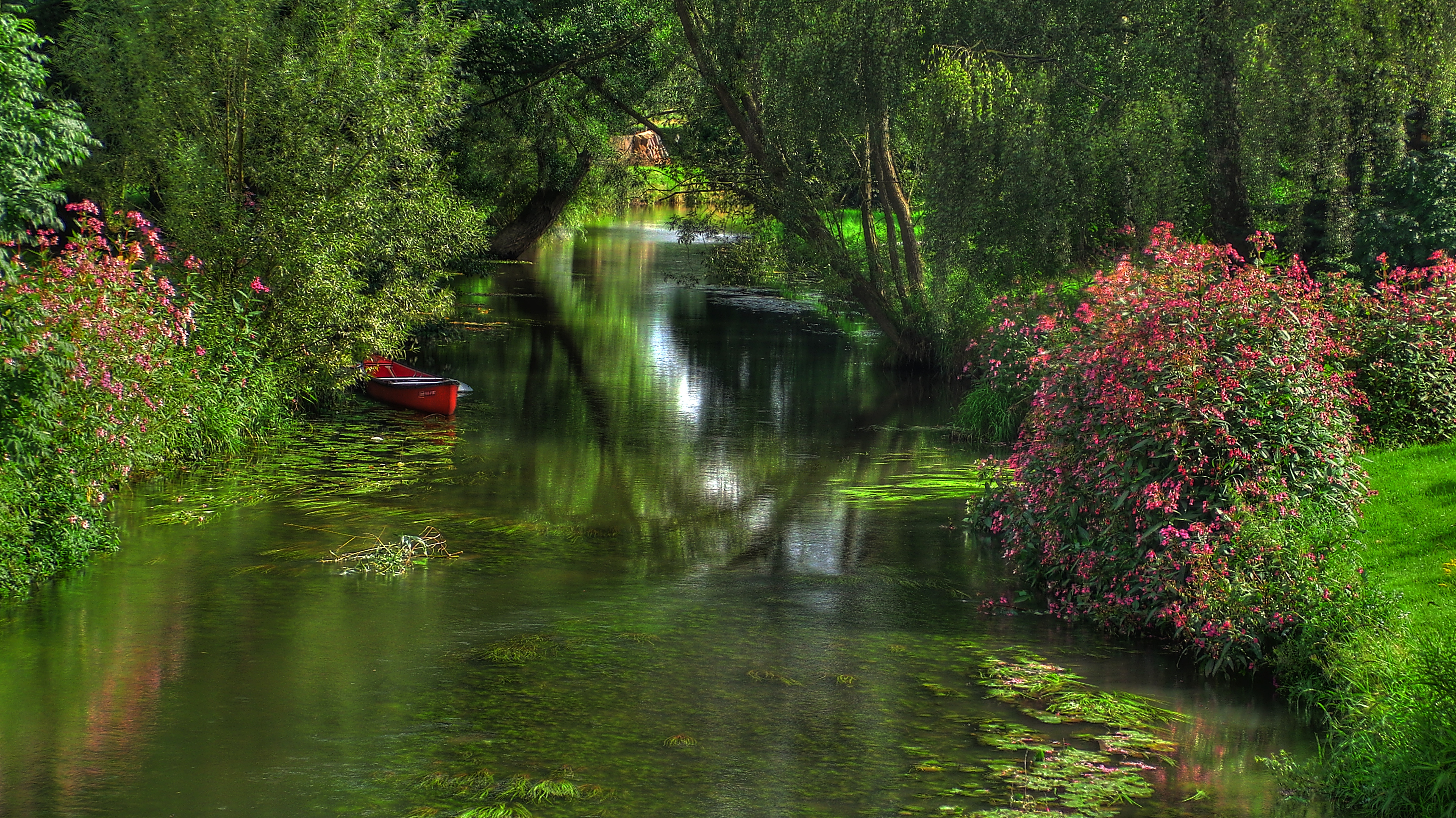
Schwalm bei Zella
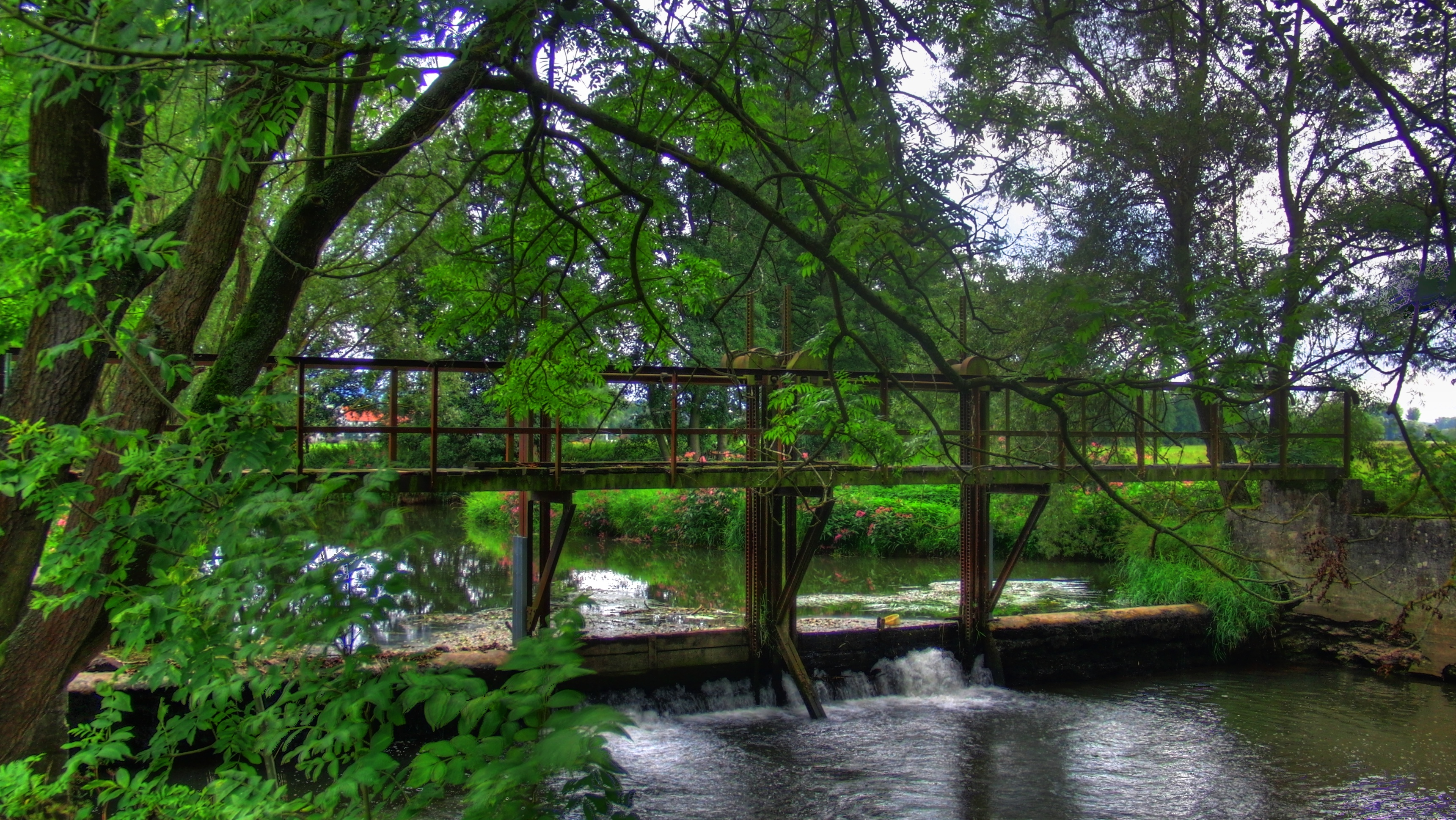
Wehr zwischen Loshausen und Zella
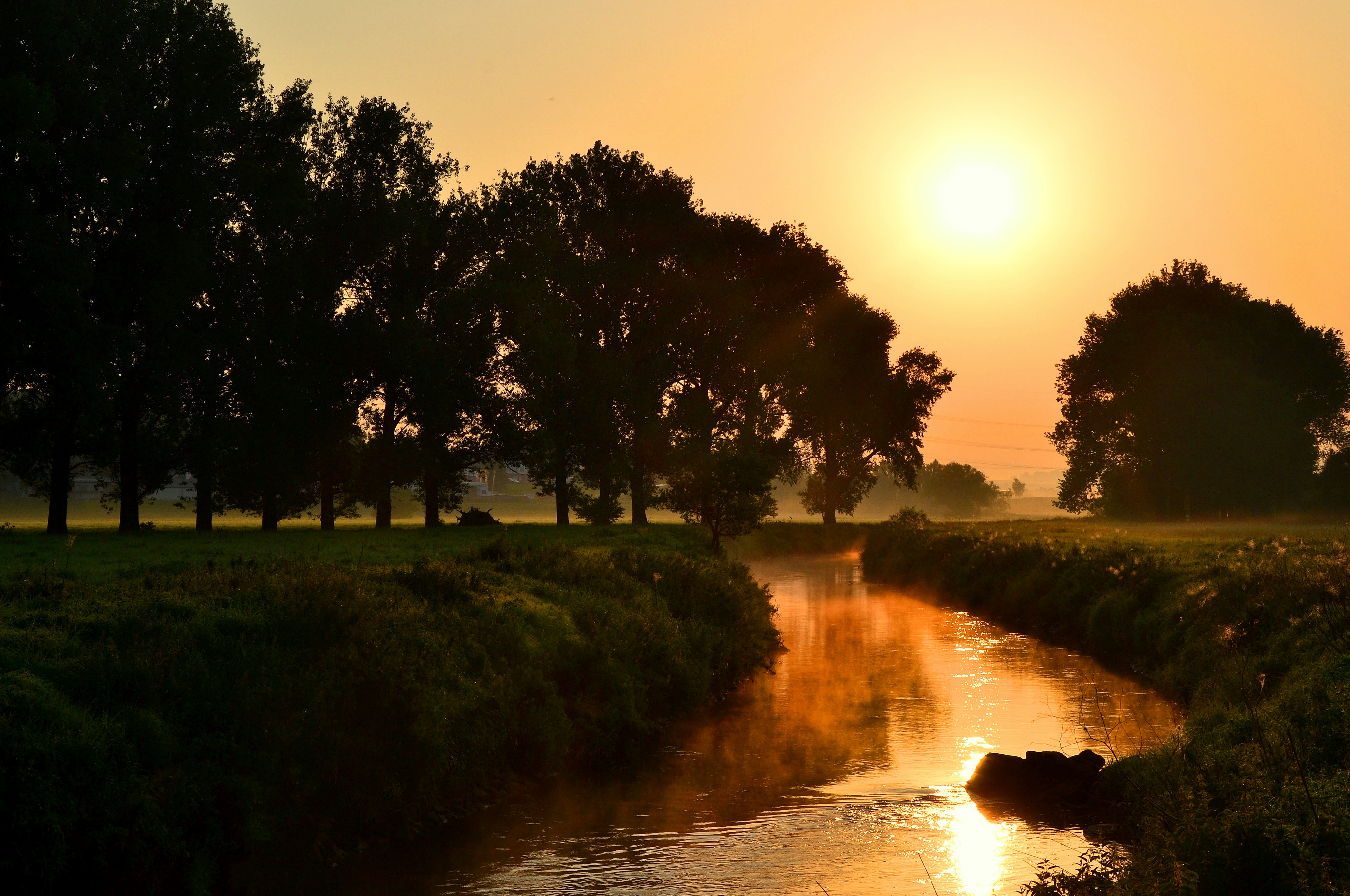
Morgenstimmung an der Schwalm
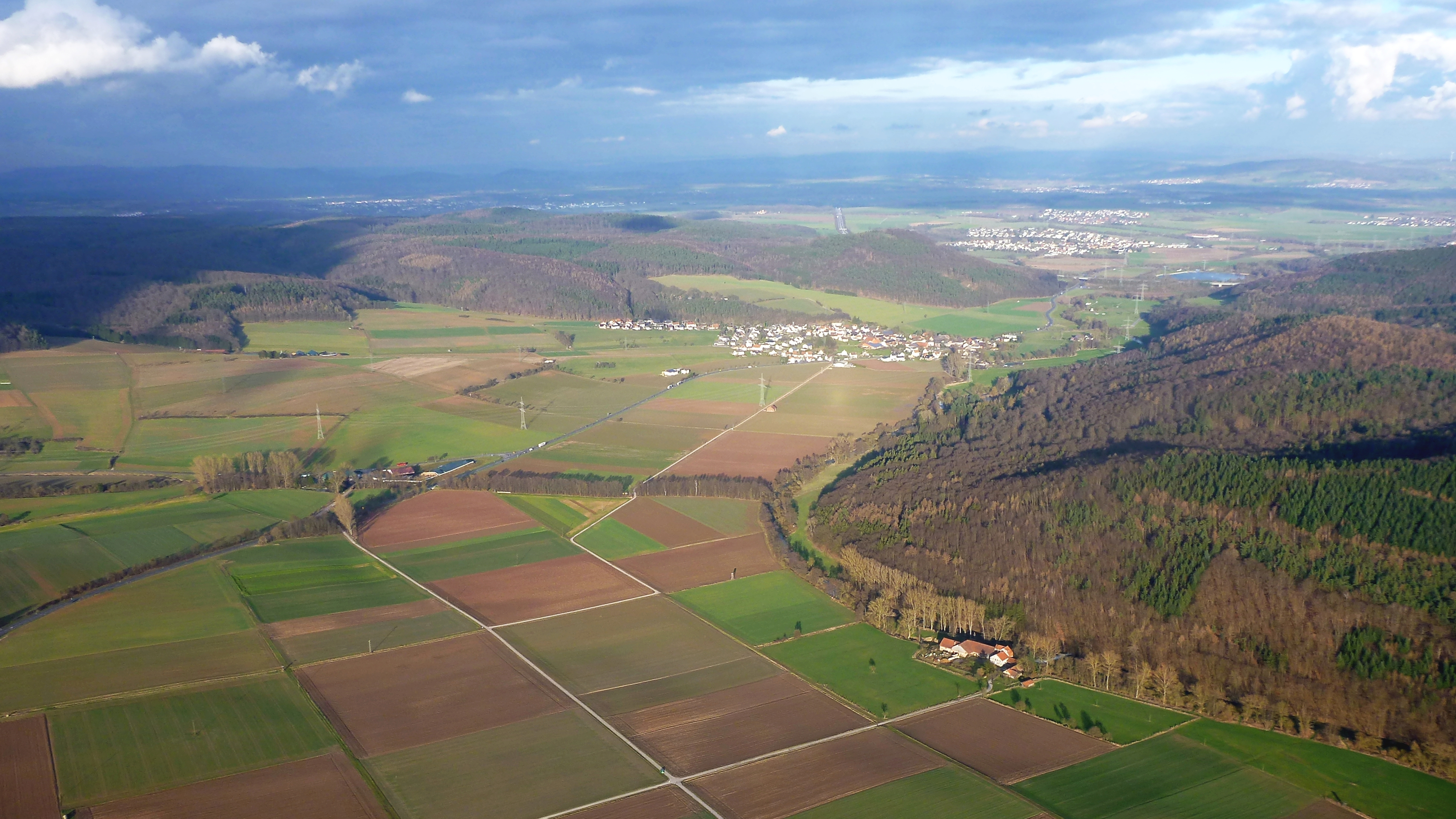
Nordostende des Löwensteiner Grunds mit der Schwalmpforte (Mitte rechts)